# Alicates universales

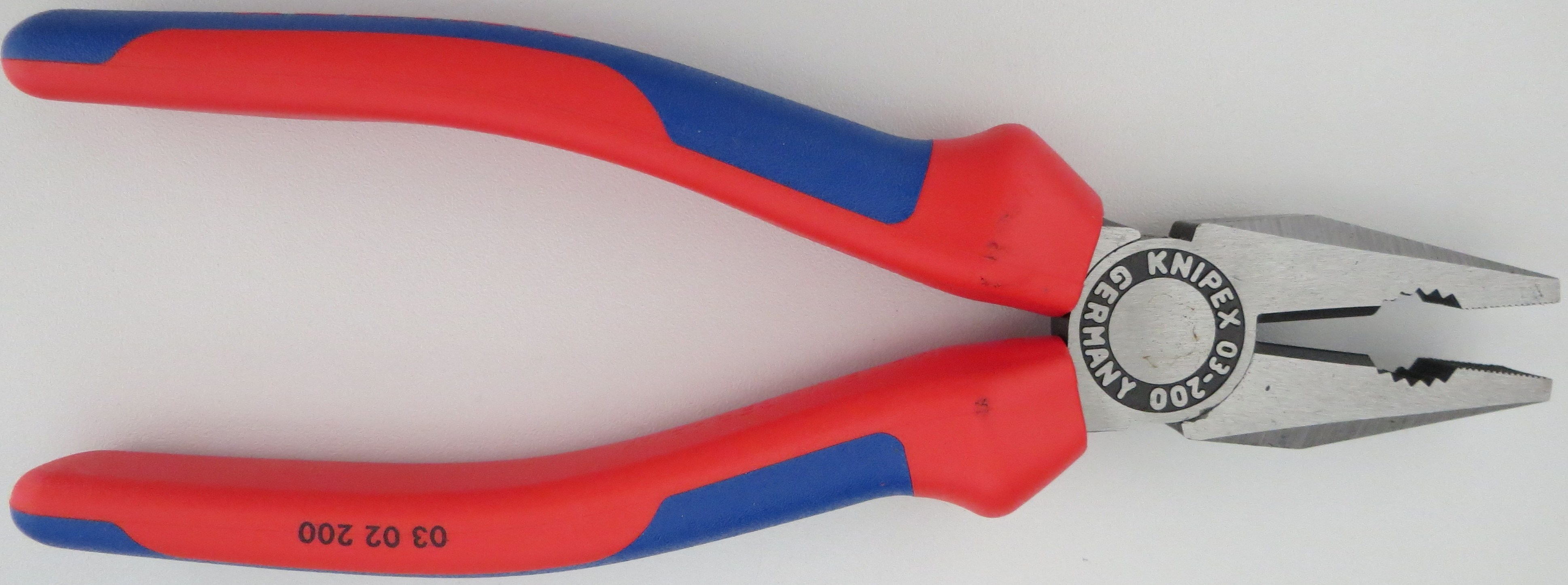
Unos alicates universales

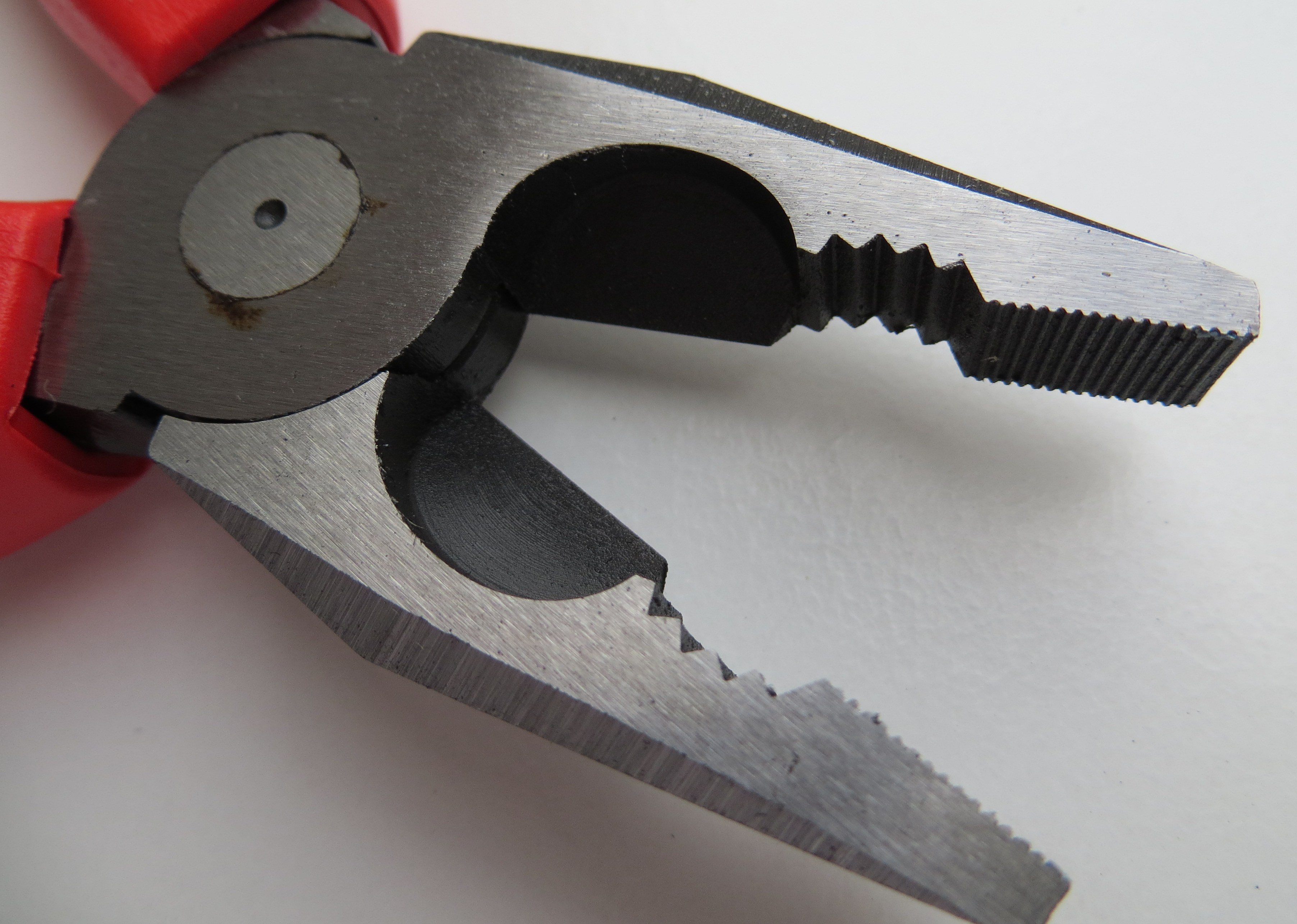
Unos alicates universales en detalle

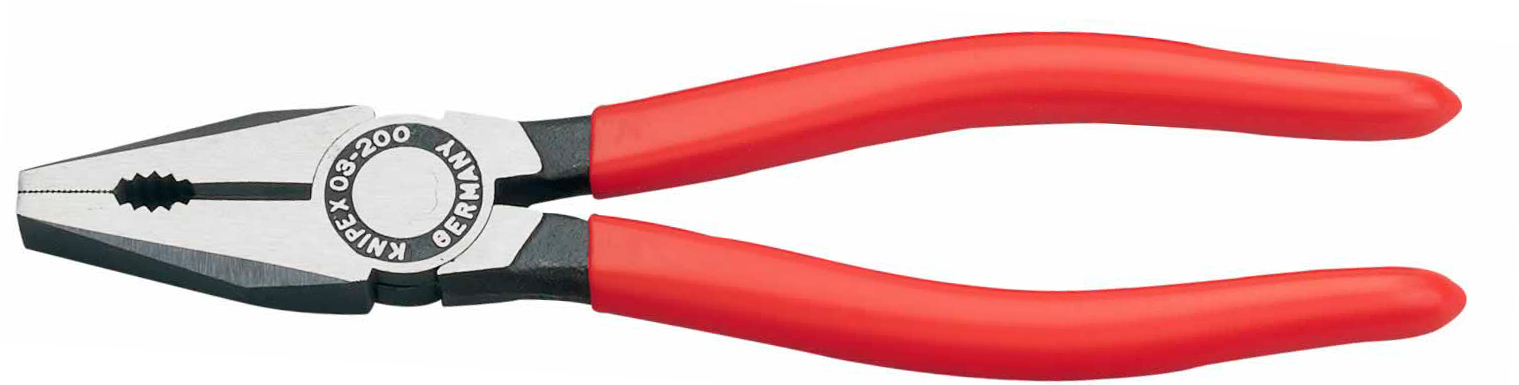
Knipex 03 01 200

Se les denominan como alicates universales o simplemente alicates. En algunos países latinoamericanos son también llamados pinzas universales. Esta herramienta es utilizada comúnmente para trabajos manuales. Se compone de dos piezas de metal, conectadas de una manera similar a las tijeras, formando una especie de pinzas que se utilizan para manipular el objeto para sostenerlo como si fuera una mordaza, doblarlo, cortarlo o pelarlo en el caso de cables eléctricos. El interior de la cabeza es aplanada y tiene una textura superficial rugosa, antideslizante. La cabeza tiene un agujero ovalado y un cortador de cable, a menudo utilizado para pelar cables eléctricos. El mango suele estar cubierto con plástico u otro material aislante con una forma confortable en la mano.
Los  alicates universales  son una combinación de un número de pinzas en una sola. Así mismo permiten realizar las funciones igual de bien que cada herramienta por separado, siendo una excelente herramienta de electricista. En realidad, reúnen varias funciones en una sola herramienta a la vez: un alicate de punta plana, un mordaza y un alicate de corte para cortar alambre.

## Se utilizan
- Como alicates: Aquellos que se utilizan para presionar dos objetos el uno contra el otro, para el mantenimiento general, etc.
- Como alicates de corte: Aquellos que se utilizan para cortar hilo eléctrico, cables, etc.
- Como pinzas: se utilizan para apretar todos los objetos que hay que aguantar temporalmente (hilo eléctrico, cables, tubos, piezas de trabajo, cáscaras de frutos secos), etc.
- Como tenazas: Aquellos utilizados para arrancar clavos, tornillos, etc.

## Variantes
Hay también unas alicates en que los mangos se pueden plegar de manera que cubran la mordaza, quedando de un tamaño muy compacto para llevar a la bolsillo. Estas herramientas suelen tener varios cuchillos, destornilladores, abridor de botellas y otras herramientas similares a la navaja suiza.